# Mirko Eliáš
Mirko Eliáš (13. května 1899 v Chocni – 29. května 1938 v Chvojenci u Holic) byl český herec, malíř, básník a žurnalista.

## Filmografie
- 1932 Malostranští mušketýři
- 1932 Před maturitou
- 1932 Šenkýřka „U divoké krásy“
- 1933 Sedmá velmoc
- 1935 Hordubalové
- 1935 Jánošík
- 1936 Mravnost nade vše
- 1937 Hordubalové
- 1937  Kříž u potoka
- 1937 Láska a lidé
- 1937 Svět patří nám

## Galerie

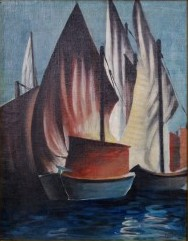
Plachetnice
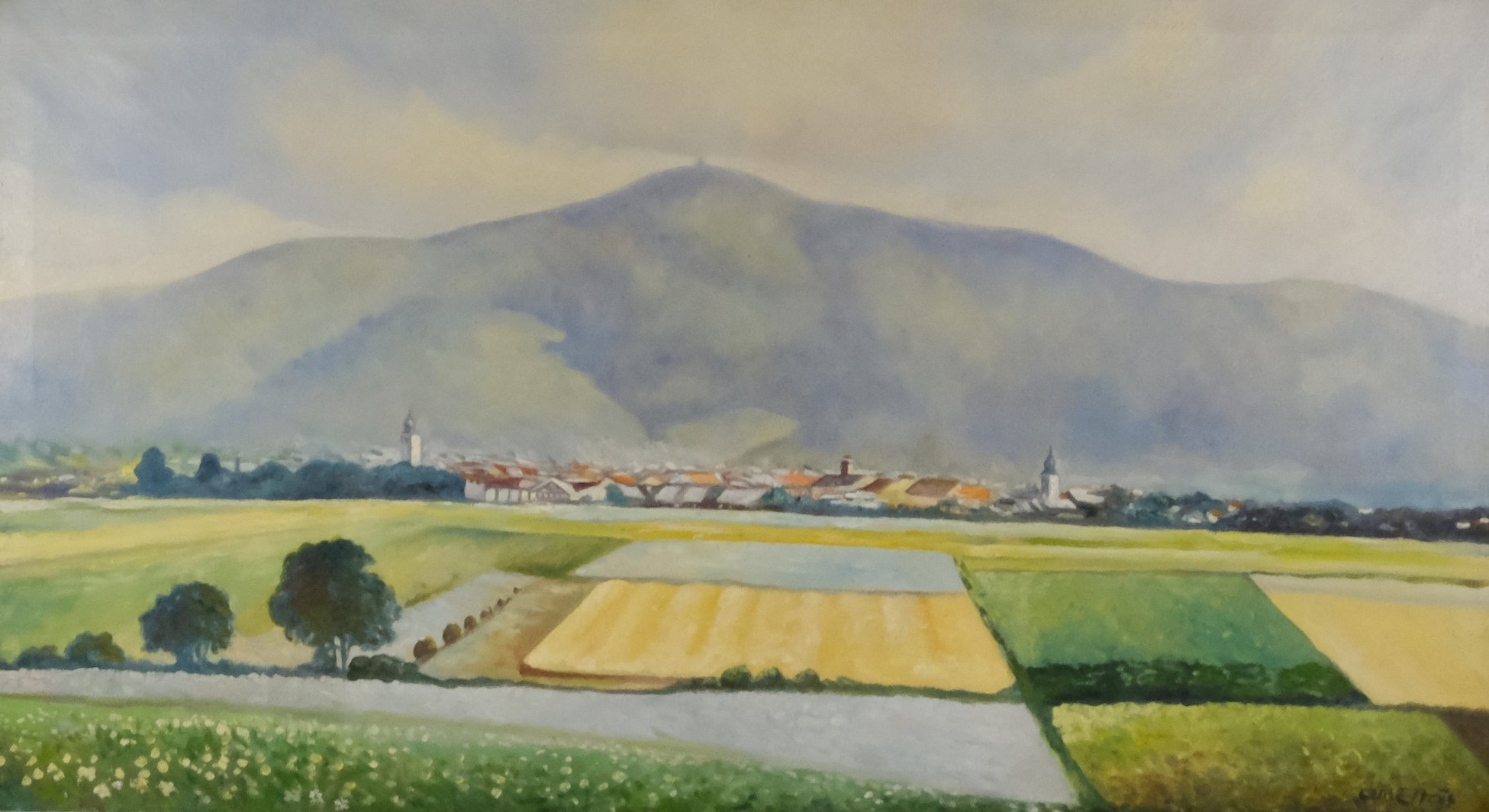
Městečko pod horami
Orání pole